# Барон Лукас
Барон Лукас — титул пэра Англии, созданный дважды в британской истории. Вторая креация существует и в настоящее время вместе с титулом Лорда Дингуолла (пэрство Шотландии).

## Бароны Лукас, первая креация (1645)
Титул барона Лукаса из Шенфилда в графстве Эссекс был создан 13 января 1645 года для сэра Джона Лукаса (1606—1671), офицера-роялиста во время Гражданской войны в Англии. Ему наследовал племянник Чарльз Лукас, 2-й барон Лукас (1631—1688). В 1705 году после смерти Роберта Лукаса, 3-го барона Лукаса (1649—1705), баронский титул прервался.
- 1645—1671: Джон Лукас, 1-й барон Лукас (октябрь 1606 — 2 июля 1671), второй сын сэра Томаса Лукаса (ум. 1625) и Элизабет Лейтон;
- 1671—1688: Чарльз Лукас, 2-й барон Лукас (1631—1688), старший сын сэра Томаса Лукаса (1598—1649), старшего брата 1-го барона Лукаса, не имел сыновей;
- 1688—1705: Роберт Лукас, 3-й Барон Лукас (ок. 1649—1705), младший брат предыдущего, неженат.

## Бароны Лукас, вторая креация (1663)
В 1663 году был создан титул барона Лукаса из Крудвелла (графство Уилтшир) по просьбе Джона Лукаса, 1-го барона Лукаса, для его дочери Мэри, графини Кентской (ум. 1702), жены Энтони Грея, 11-го графа Кентского (1645—1702). В 1702 году титул барона унаследовал их сын Генри Грей, 12-й граф Кент (1671—1740), который получил титулы 1-го маркиза Кента (1706), 1-го герцога Кента (1710) и 1-го маркиза Грея (1740).
В 1718 году баронский титул получил Энтони, граф Гарольд (1695—1723), старший сын 1-го герцога Кентского. После его смерти титул вернулся к его отцу Генри Грею, 1-му герцогу Кентскому. В 1740 году баронский титул унаследовала его внучка Джемайма Кэмпбелл (1723—1797), дочь Джона Кэмпбелла, 3-го графа Бредалбейна и Холланда (1696—1782) и Эмэйбл Грей (ум. 1726), старшей дочери 1-го герцога Кентского. Джемайма Кэмпбелл, ставшая женой Филиппа Йорка, 2-го графа Хардвика (1720—1790), стала 2-й маркизой Грей и 4-й баронессой Лукас из Крудвелла.
В 1797 году после смерти Джемаймы Йорк титул маркизы Грея прервался, а титул барона Лукаса перешел к её старшей дочери Эмэйбл (1750—1833), леди Полварт, вдове Александра, лорда Полварта (1750—1781), старшего сына 3-го графа Марчмонта. В 1816 году ей был пожалован титул графини де Грей из Врест-парка в графстве Бедфордшир (пэрство Соединённого королевства), с правом передачи титула своей сестре Мэри Джемайме (вдове 2-го барона Грэнтема) и её наследникам мужского полка.
В 1833 году после смерти Леди Эмэйбл Полварт титулы графа Грея и барона Лукаса перешли к её племяннику, Томасу де Грею, 3-му барону Грэнтему (1781—1859), который стал 2-м графом Греем и 6-м бароном Лукасом. В 1859 году после смерти последнего титул графа Грея унаследовал его племянник Джордж Фредерик Робинсон, 1-й маркиз Рипон (1827—1909), а баронский титул — к его дочери Энн Флоренс Купер, графине Купер (1806—1880), вдове Джорджа Купера, 6-го графа Купера (1806—1856), которая стала 7-й баронессой Лукас. В 1880 году ей наследовал старший сын, Френсис Купер, 7-й граф Купер (1834—1905), который стал 8-м бароном Лукасом. В 1871 году он получил титулы 3-го барона Батлера (пэрство Англии) и 4-го лорда Дингуолла (пэрство Шотландии).
В 1905 году после смерти Френсиса Купера, титулы графа Купера, барона Купера и барона Батлера прервались, титулы барона Лукаса и лорда Дингуолла перешли к его племяннику Оберону Герберту (1876—1916), внуку Генри Герберта, 3-го графа Карнарвона, который стал 9-м бароном Лукасом и 5-м лордом Дингуоллом. В 1907 году комитет по привилегиям Палаты лордов утвердил его в этих титулах. Ему наследовала сестра Нэн Ино Купер, 10-я баронесса Лукас и 6-я леда Дингуолл (1880—1958), затем её дочь Энн Розмэри Палмер, 11-я баронесса Лукас и 7-я леди Дингуолл (1919—1991) и сын последней, Ральф Мэтью Палмер, 12-й барон Лукас и 8-й лорд Дингуолл (род. 1951).
- 1663—1702: Мэри Грей, графиня Кентская, 1-я баронесса Лукас (ум. 1 ноября 1702), дочь Джона Лукаса, 1-го барона Лукаса, и Энн Невилл (ок. 1611—1660);
- 1702—1718, 1723—1740: Генри Грей, 1-й герцог Кент, 1-й маркиз Грей, 2-й барон Лукас (1671 — 5 июня 1740), сын Энтони Грея, 11-го графа Кента (1645—1702), и Мэри Грей, баронессы Лукас;
- 1718—1723: Энтони Грей, граф Гарольд, 3-й барон Лукас (21 февраля 1695 — 21 июля 1723), старший сын предыдущего;
- 1740—1797: Джемайма Йорк, 2-я маркиза де Грей, 4-я баронесса Лукас (9 октября 1722 — 10 января 1797), дочь Джона Кэмпбелла, 3-го графа Бредалбейна и Холланда (1696—1782) и Амабель Грей (ум. 1726), внучка 1-го герцога Кентского;
- 1797—1833: Эмэйбл Хьюм-Кэмпбелл, 1-й графиня де Грей, 5-я баронесса Лукас (22 января 1751 — 4 мая 1833), старшая дочь Филиппа Йорка, 2-го графа Хардвика (1720—1790) и Джемаймы Кэмпбелл, баронессы Лукас;
- 1833—1859: Томас Филипп де Грей, 2-й граф де Грей, 6-й барон Лукас (8 декабря 1781 — 14 ноября 1859), старший сын Томаса Робинсона, 2-го барона Грэнтема, и Мэри Йорк, племянник Эмэйбл Хьюм-Кэмпбелл;
- 1859—1880: Энн Флоренс Купер, графиня Купер, 7-я баронесса Лукас (8 июня 1806 — 25 июля 1880), старшая дочь Томаса Филиппа де Грея, 2-го графа Грея (1781—1859), 1-й муж — Питер Леопольд Луис Фрэнсис Нассау Купер, 5-й граф Купер (1778—1837);
- 1880—1905: Фрэнсис Томас де Грей Купер, 7-й граф Купер, 8-й барон Лукас и 4-й лорд Дингуолл (11 июня 1834 — 18 июля 1905), старший сын предыдущей;
- 1905—1916: Оберон Томас Герберт, 9-й барон Лукас и 5-й лорд Дингуолл (25 мая 1876 — 3 ноября 1916), сын Оберона Эдварда Уильяма Молино Герберта (1838—1906) и муж леди Флоренс Эмэйбл Купер (1837—1886), дочери 6-го графа Купера;
- 1916—1958: Нэн Ино Купер, 10-я баронесса Лукас и 6-я леди Дингуолл (13 июня 1880 — 23 ноября 1958), сестра предыдущего;
- 1958—1991: Розмэри Энн Палмер, 11-я баронесса Лукас и 7-я леди Дингуолл (28 апреля 1919 — 31 декабря 1991), старшая дочь предыдущей и подполковника Говарда Листера Купера;
- 1991 — настоящее время: Ральф Мэтью Палмер, 12-й барон Лукас и 8-й лорд Дингуолл (род. 7 июня 1951), старший сын предыдущей и майора Роберта Джоселина Палмера (1919—1991);
  - Наследник: Эдвард Льюис Палмер (род. 7 декабря 1987), сын предыдущего от первого брака.